# Lago Vargno
Il lago Vargno (m 1670) è un lago alpino situato a monte della località Plan-Coumarial, nel comune di Fontainemore, nella valle del Lys, in Valle d'Aosta.

## Descrizione
Il lago Vargno nasce come lago naturale di origine glaciale, come gli altri laghetti disseminati nel versante settentrionale del mont Mars (lago Bonnel, lac Long, etc.).  Nel 1916 il suo livello fu innalzato mediante una diga; dopo la tragedia del Vajont, a seguito dell'instabilità di alcuni pendii, la muraglia fu tagliata nella parte centrale, riportando il lago al suo livello originale.
L'ampio specchio d'acqua occupa il fondo di una conca chiusa su tre lati da alti versanti ed è oggi circondato da fitti boschi di conifere.

## Accesso
Il lago Vargno è raggiungibile con una camminata su carrareccia, con partenza dalla località Plan-Coumarial. L'itinerario ha inizio dal parcheggio presso un'area attrezzata e richiede il superamento di circa 404 m di dislivello (perdite di quota comprese), nonché 1 h 30 min circa di cammino.

### Cartografia
- Istituto Geografico Centrale, carta n.9, 1:50000 - Ivrea, Biella e Bassa Valle d'Aosta